# 月見橋

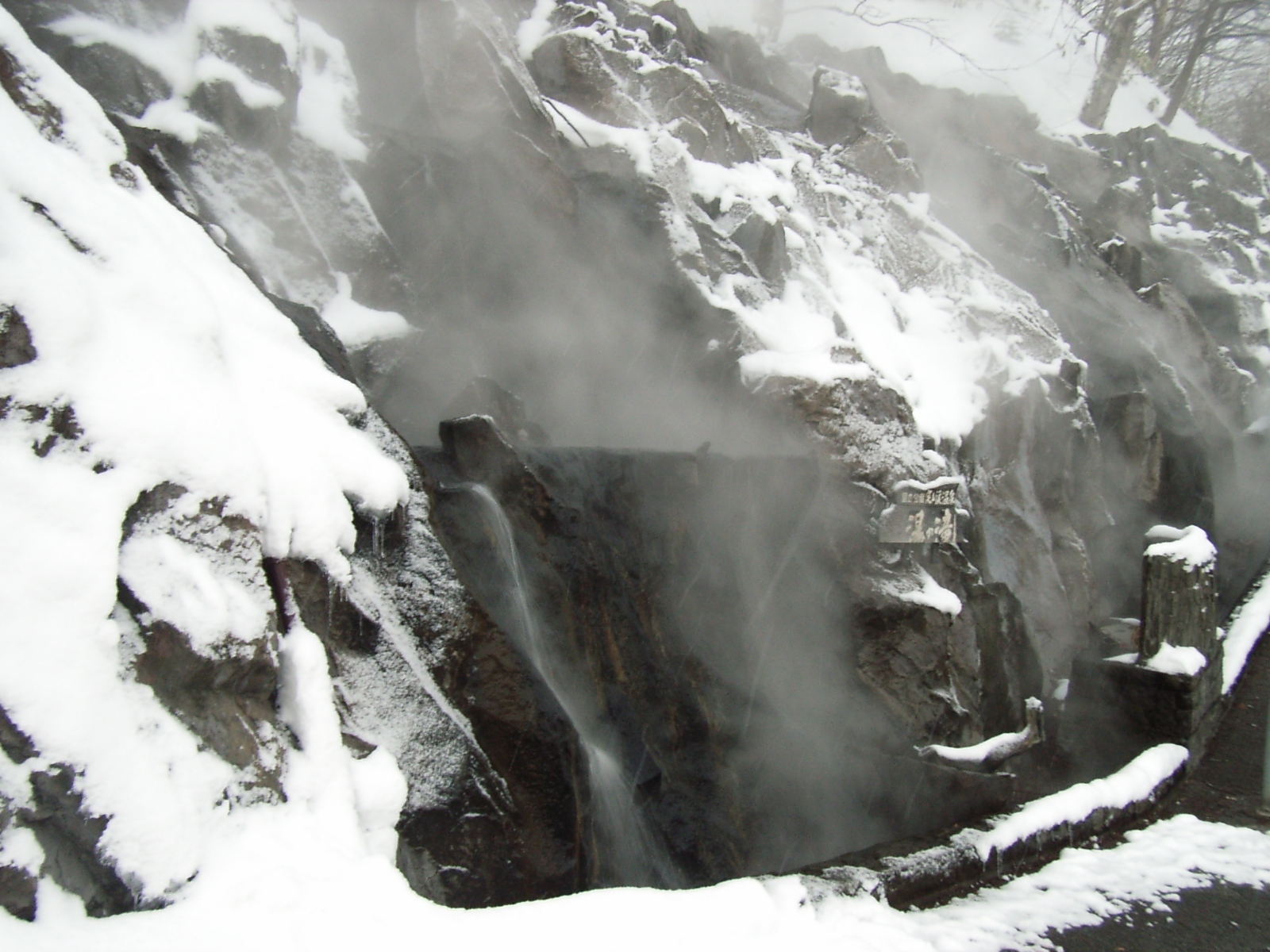
湯の滝（2004年12月）

月見橋（つきみはし）は、札幌市の豊平川にかかる橋。

## 概要
定山渓温泉中心部にあり、市道定山渓中央線の橋となっている。
橋の中央部が両側に張り出しており、それぞれに定山渓温泉のマスコットになっている河童の像（「ミスジョウザンケイカッパ」、「ボクと記念写真」）が設置されている。

## 歴史
1871年（明治4年）に定山渓最初の橋として架けられ、定山坊（美泉定山）によって「回春橋」と名づけられた。絵図『北海道石狩州札幌府南定山渓温泉真景之図』によると、当時の回春橋は欄干のない簡素な木橋であった。1873年（明治6年）には洪水で橋が流されてしまい、1886年（明治19年）に北海道庁が虻田道路を改修した際に再び橋が架けられ、「月見橋」と改称した。1905年（明治38年）には当時の温泉旅館3軒がそれぞれ300円、御料局が200円の費用を負担して古びた橋を架け替えた。
1952年（昭和27年）、当時の豊平町が鉄筋コンクリートのアーチ橋に架け替えた。なお、工事期間中に人道仮橋として架けられた吊り橋は、月見橋完成後に豊平川上流の二見公園に移設され、二見吊橋として定山渓観光の名所の1つとなっている。月見橋は温泉街で唯一車が通れる橋であり、後に歩道橋も添架されたが、狭あい化・老朽化が進み1978年（昭和53年）に豊平川下流約500m地点に定山渓大橋が架けられた。
1983年（昭和58年）、市道定山渓中央線の道路景観事業の一環として新たな橋に架け替えられた。

## 周辺
国道230号から入ると「見返り坂」となり石畳が敷かれている。坂は温泉熱を利用してロードヒーティングされている。坂から月見橋への曲がり角には人工滝の「湯の滝」がある。月見橋周辺は高山橋周辺と並び泉源地となっており、川床には温泉水を引くパイプが張り巡らされて至る所から湯気が立っている。
2005年（平成17年）には、月見橋のたもとに足湯などを備えた「定山源泉公園」がオープンした。